# Leonie van Bladel
Leonie Godefrieda Louisa van Bladel, née le 22 juin 1939 à Utrecht, est une femme politique et journaliste néerlandaise.
Membre du Parti travailliste, elle siège au Parlement européen de 1994 à 1999. 